# Кокал (Бразилия)

Кокал на карте штата.

Кокал (порт. Cocal) — муниципалитет в Бразилии, входит в штат Пиауи. Составная часть мезорегиона Север штата Пиауи. Входит в экономико-статистический микрорегион Литорал-Пиауиенси. Население составляет  26 036 человек на 2010 год. Занимает площадь 1294,125 км². Плотность населения — 20,12 чел./км².

## Демография
Согласно сведениям, собранным в ходе переписи 2010 г. Национальным институтом географии и статистики (IBGE), население муниципалитета составляет:
| Полное население                               | Полное население                               | Полное население                               | Полное население                               | 26 036 |
| ---------------------------------------------- | ---------------------------------------------- | ---------------------------------------------- | ---------------------------------------------- | ------ |
| в том числе:                                   | Городское население                            | 12 020                                         | Процент городского населения, %                | 46,17  |
|                                                | Сельское население                             | 14 016                                         | Процент сельского населения, %                 | 53,83  |
|                                                | Мужское население                              | 13 165                                         | Процент мужского населения, %                  | 50,56  |
|                                                | Женское население                              | 12 871                                         | Процент женского населения, %                  | 49,44  |
| Плотность населения, чел/км²                   | Плотность населения, чел/км²                   | Плотность населения, чел/км²                   | Плотность населения, чел/км²                   | 20,12  |
| Население муниципалитета в % к населению штата | Население муниципалитета в % к населению штата | Население муниципалитета в % к населению штата | Население муниципалитета в % к населению штата | 0,83   |

По данным оценки 2016 года, население муниципалитета составляет 27 230 жителей.

## История
Город основан в 1947 году.

## Статистика
- Валовой внутренний продукт на 2003 год составляет 38 005 955,00 реалов (данные: Бразильский институт географии и статистики).
- Валовой внутренний продукт на душу населения на 2003 год составляет 1538,20 реалов (данные: Бразильский институт географии и статистики).
- Индекс развития человеческого потенциала на 2000 год составляет 0,540 (данные: Программа развития ООН).

## География
Климат местности: тропический.